# 贝克航空2100号班机空难
贝克航空2100号班机空难是2019年12月27日，哈萨克斯坦贝克航空一架执飞阿拉木图至努尔-苏丹航线的福克100型客机，从该国最大的机场阿拉木图国际机场起飞后不久即坠毁的事故。空难发生时机上共有乘客95人，机组人员5人。根据阿拉木圖市議會的事故报告，坠机造成15人死亡，65人受重伤，但根據哈薩克斯坦緊急狀態委員會報告死亡人数為12人。事故发生后当地政府对事故原因展开调查。

## 失事客机
失事客机是一架1996年生产的福克100型客机，曾几度被易手，2013年被卖给贝克航空，注册编号UP-F1007。

## 调查
事故发生后，哈萨克斯坦政府下令禁止福克100飞行，要求贝克航空在调查期间暂停运营。27日的新闻发布会上，哈萨克斯坦副总理罗曼·瓦西里耶维奇·斯克利亚尔称，初步判断事故原因为飞行员操作失误与技术故障。

## 人员統計
| 国籍           | 乘客 | 機組 | 遇難 | 合計 |
| -------------- | ---- | ---- | ---- | ---- |
|                | 91   | 5    | 15   | 96   |
| 乌克兰         | 2    | 0    | 0    | 2    |
| 中华人民共和国 | 1    | 0    | 0    | 1    |
|                | 1    | 0    | 0    | 1    |
| 總計           | 95   | 5    | 15   | 100  |

## 纪念
事故发生之后，哈萨克斯坦总统卡瑟姆若马尔特·托卡耶夫当天宣布12月28日为全国哀悼日。